# Ethan Cutkosky
Ethan Francis Cutkosky (St. Charles, Illinois, 19 de agosto de 1999) es un actor y músico estadounidense. Es más conocido por su papel como Carl en la serie televisiva Shameless, de la cadena Showtime.

## Biografía

### Nacimiento e infancia
Ethan Cutkosky nació el 19 de agosto de 1999 en la localidad de St. Charles (Illinois), en los Estados Unidos, hijo de padre estadounidense y madre mexicana.

### Comienzos
Ethan comenzó a hacer anuncios con fotos cuando tenía cuatro años como una manera para que su madre y él pasaran tiempo juntos. Después de algunos anuncios se le preguntó a una audición para los comerciales y luego las películas.
Consiguió su primer papel en el cine interpretando a Carl en "Fred Claus, el hermano gamberro de Santa Claus" (2007), comedia navideña protagonizada por Vince Vaughn.
Dos años más tarde le tocó interpretar a Barto en el film de terror "La semilla del mal" (2009), donde trabajó con Gary Oldman y, un año más tarde, pudo vérselo en el thriller independiente "Conviction" (2010), protagonizado por Hilary Swank y Sam Rockwell.
En 2009, Cutkosky fue elegido para interpretar a Carl Gallagher en la serie televisiva de Showtime Shameless, en la que trabajó hasta 2021, durante las once temporadas de la misma que la convirtieron en la serie más duradera de la historia de esta cadena.
Cutkosky continúa expandiendo su voz como artista, creando su propia marca de moda Khaotic Collective en 2018 y produciendo música. Cutkosky lanzó un sencillo, "Erase Me", el 16 de julio de 2021.

## Vida personal
Ethan es un skater ávido, le encanta la fotografía y es un segundo grado de cinturón negro en Taekwondo. Asiste a la escuela secundaria en su ciudad natal, cerca de Chicago y le gusta "salir" con sus amigos (Xanarchy). Además es un amante de los animales y tiene un número de animales de compañía, a pesar de los numerosos personajes que ha interpretado que son muy diferentes a él en realidad.
El 6 de noviembre de 2017, fue arrestado por conducir bajo influencia de alcohol en Los Ángeles.
En 2024 apareció como modelo del video musical de la canción "Favorite", de la artista cubanoamericana Isabel LaRosa.

## Filmografía

### Cine
| Cine            | Cine            | Cine                                           | Cine                      | Cine                          | Cine           |
| Año             | Título          | Título                                         | Título                    | Rol                           | Director       |
| Año             | Título original | Título en España                               | Título en Hispanoamérica  | Rol                           | Director       |
| --------------- | --------------- | ---------------------------------------------- | ------------------------- | ----------------------------- | -------------- |
| 2007            | Fred Claus      | Fred Claus: El hermano gamberro de Santa Claus | El Hermano de Santa       | Carl                          | David Dobkin   |
| 2009            | The Unborn      | La semilla del mal                             | La profecía del no nacido | Barto                         | David S. Goyer |
| 2010            | Conviction      | Justicia final                                 | Conviction                | Vecino                        | Tony Goldwyn   |
| 2025            | Happy Gilmore 2 | Happy Gilmore 2                                | \| Happy Gilmore 2 \|     | Wayne (Hijo de Happy Gilmore) | Kyle Newacheck |
| Happy Gilmore 2 |                 |                                                |                           |                               |                |

### Televisión
| 2011–2021 | Shameless                         | Carl Gallagher | Serie de TV - Actor principal                                                                    |
| 2013      | Law & Order: Special Victims Unit | Henry Mesner   | Serie de TV - Episodio:"Born Psychopath" (Temporada 14, Episodio 19) (Temporada 22, Episodio 14) |

### Discografía
| Canciones | Canciones      |      |              |
| Año       | Título         |      |              |
| --------- | -------------- | ---- | ------------ |
| Año       | Título         | 2020 | "Comprehend" |
| 2021      | "Wondering"    |      |              |
| 2021      | "Erase Me"     |      |              |
| 2023      | "Falling Deep" |      |              |
| 2023      | "Anyway"       |      |              |
| 2023      | "0ut 0f !t"    |      |              |
| 2023      | "Possesive"    |      |              |
| 2024      | "Out My Way"   |      |              |
| 2024      | "Diamonds"     |      |              |